# Сэммс, Эмма
Эмма Сэммс (англ. Emma Samms, род. 28 августа 1960) — британская актриса, наиболее известная по ролям в телесериалах «Династия», «Династия 2: Семья Колби» и «Главный госпиталь».

## Ранняя жизнь
Эмма Сэмуэльсон родилась в Лондоне, Англия. Её мать была танцовщицей в балете, а отец владел компанией-прокатчиком фильмов. Она поступила в Королевскую балетную школу, но покинула её в пятнадцатилетнем возрасте из-за травмы бедра. После она решила стать актрисой и сменила имя на Эмма Сэммс, так как в Англии уже была одна актриса по имени Эмма Самуэльсон.

## Карьера
Эмма Сэммс дебютировала в 1979 году в фильме «Арабские приключения», а после появилась в «Ожидание «Голиафа»». В 1982 году она получила роль Холли Саттон Скорпио в дневной мыльной опере «Главный госпиталь». Она покинула её в 1985 году когда ей была предложена роль Фэллон Кэррингтон Колби в прайм-тайм мыльной опере «Династия», когда Памела Сью Мартин, ранее исполнявшая роль, решила покинуть шоу.
Сэммс на протяжении двух сезонов играла свою роль в спин-оффе «Династии» — «Семья Колби», а после его закрытия в 1987 году вернулась в оригинальный сериал, где и снималась до финала в 1989 году. В 1991 году она снялась в мини-сериале «Династия: Примирение». Между тем она снялась в нескольких фильмах, которые не нашли успеха, таких как «Креветка на сковородке», «Леди и разбойник», "Убийство в трёх актах" (фильм, 1986) с Тони Кёртисом и Питером Устиновым, «В бреду», а также в сериале «Агентство моделей» в 1994—1995 годах. В 2012 году она кратко вернулась к своей роли в мыльную оперу «Главный госпиталь».

## Личная жизнь
Эмма Сэммс была замужем трижды, у неё двое детей от третьего брака.